# Therese Mülhause-Vogeler
Therese Mülhause-Vogeler, född Vogeler 15 maj 1893 i Berlin, död 15 mars 1984, var en tysk lärare, lyriker, författare och grafolog. Hon var från 1922 en ledande representant för den feministiska livsreformrörelsen och den tidiga naturiströrelsen.

## Biografi
Therese Mülhause-Vogeler arbetade som lärare i Berlin från 1914. Fram till 1922 var hon också ledare för en grupp flickor enligt Wandervogel-traditionen. Hon kom på 1920-talet i kontakt med naturism genom sin blivande make. Efter äktenskap 1922 flyttade de till Frankfurt am Main. Hon slutade då som lärare och bestämde sig för att verka som författare.
Hon kom snabbt att, vid sidan av konstnären och prästen Magnus Weidemann, inta en ledande roll i den dåtida borgerliga naturiströrelsen, Arbeitsgemeinschaft der Bünde deutscher Lichtkämpfer” (AGL), som 1924 blev Reichsverband für Freikörperkultur (RFK). Hon publicerade många texter i tidskrifter och skrev böcker, men var också involverad i praktiskt arbete. Hon var särskilt engagerad för kvinnors roll i rörelsen och bidrog till att många kvinnor som först hade varit skeptiska till naturism i stället kom att bli starkt engagerade.
Hennes uppsats från 1926, ”Freie Lebensgestaltung, ein Beitrag zur Neuformung des Lebensstils” (Fri livsgestaltning, ett bidrag till en ny livsstil), fick stor betydelse. Som många inom Lebensreform var Mülhause-Vogeler feminist och därför motståndare till separata bad för män och kvinnor. I stället skulle män, kvinnor och barn vara naturligt nakna tillsammans på badplatserna. Hon menade att detta var en förutsättning för sant kamratskap som byggde på tillit och som skulle medverka till exempelvis framtida jämställda äktenskap.
Hon valdes in i styrelsen för RFK, som blev DFK 1949,, och deltog i bildandet av en första internationell förening av naturism, EUFK (Europeiska unionen för naturism) 1930. Hon föreläste över ämnet: "Nakenhet, moral och utbildning" vid det första mötet i Frankfurt 1930. År 1931 blev hon sekreterare för EUFK i Paris. År 1932 valdes hon till vice president i Frankfurt, samma år som hon tog över ordförandeskapet i Liga für freie Lebensgestaltung Orplid i Frankfurt.
Efter nazismens maktövertagande 1933 lämnade hon naturiströrelsen. Hon distanserade sig från Bund für Leibeszucht och antog en tydlig ståndpunkt mot dåtidens rastänkande.
Hon var återigen lärare 1938–1945. Från 1945 verkade hon som grafolog. Samtidigt återkom hon till den organiserade naturiströrelsen och blev hedersmedlem i DFK, fortfarande aktiv 1980, då hon var 87 år gammal; hon avled fyra år senare.